# Spy Kids 3-D: Game Over
Spy Kids 3-D: Game Over (även  Spy Kids 3 – Game Over) är en amerikansk långfilm från 2003 i regi av Robert Rodriguez, med Antonio Banderas, Carla Gugino, Alexa Vega och Daryl Sabara i rollerna.

## Handling
Juni har slutat som agent på OSS. När han får brev av presidenten om att Carmen är försvunnen åker han till OSS för att ta reda på vad som har hänt. Juni blir indragen i spelet Game Over, vilket han ska stänga ner och samtidigt rädda Carmen. Han tar hjälp av deras rullstolsbundna morfar, Valentin. Inne i spelet så möter han tre pojkar och en flicka. Flickan heter Demitra och Juni blir kär i henne. Han får i detta Spy Kids-äventyr köra Mega Race, skejta på lava och mycket mer. När han har räddat Carmen ska de stänga ner spelet, men Valentin väljer att befria spelmakaren då han vill besegra denne. Spelet kliver ut i verkligheten och Valentin konfronterar spelmakaren, som satte honom i rullstol, och spelmakaren förlåter honom och förstör robotarna.

## Om filmen
Spy Kids 3-D: Game Over regisserades av Robert Rodriguez, som även skrivit filmens manus. Robert Rodriguez har även filmat, varit med i filmens produktion, samt skrivit filmmusiken tillsammans med sin syster Rebecca Rodriguez.
Spy Kids 3-D: Game Over är den tredje filmen om de unga spionerna. De två föregångarna hette Spy Kids och Spy Kids 2 - De förlorade drömmarnas ö. Den fjärde filmen hette Spy Kids 4D.

## Rollista
| Alexa Vega         | – Carmen Cortez           |
| Daryl Sabara       | – Juni Cortez             |
| Antonio Banderas   | – Gregorio Cortez         |
| Carla Gugino       | – Ingrid Cortez           |
| Ricardo Montalban  | – Grandfather             |
| Sylvester Stallone | – Spelmakaren             |
| Courtney Jines     | – Demetra                 |
| Mike Judge         | – Donnagon Giggles        |
| Holland Taylor     | – Grandmother             |
| Salma Hayek        | – Cesca Giggles           |
| Robert Vito        | – Rez                     |
| Bobby Edner        | – Francis                 |
| Ryan Pinkston      | – Arnold                  |
| Emily Osment       | – Gerti Giggles           |
| Danny Trejo        | – Isador "Machete" Cortez |
| Cheech Marin       | – Farbror Felix           |
| Steve Buscemi      | – Romero                  |
| Alan Cumming       | – Fegan Floop             |

## Svenska röster
- Niels Pettersson - Juni Cortez
- Elina Raeder - Carmen Cortez
- Roger Storm - Gregorio Cortez
- Maria Rydberg - Ingrid Cortez
- Torsten Wahlund - Morfar
- Göran Berlander - Spelmakaren
- Jonas Bergström - Donnagon Giggles
- Norea Sjöquist - Demetra
- Irene Lindh - Mormor
- Alexandra Rapaport - Cesca Giggles
- Nick Atkinson - Rez
- Adam Giertz - Francis
- Dennis Granberg - Arnold
- Jasmine Heikura - Gerti Giggles
- Jan Åström - Farbror Machete
- Lars Dejert - Farbror Felix
- Peter Sjöquist - Romero
- Ole Ornered - Fegan Floop